# سلام عبود
سلام عبود كاتب من العراق يقيم بالسويد. باحث وروائي.

## حياته
ولد في محلة السراي في مدينة العمارة التي تأسست عام 1861. درس سلام عبود في مدرسة الإمام الصادق الابتدائية للبنين وهو من مواليد 1950، وتخرج لينتقل إلى متوسطة الماجدية الواقع في محلة الماجدية، وانتقل إلى أعدادية العمارة الواقعة على نهر دجلة الرئيسي، ليكمل دراسته في جامعة بغداد قسم اللغة العربية، لم يتأخر سلام عبود في مراحل الدراسة بل كان ناجحاً في كل مراحلها، وإلى جانب اختصاصه في اللغة العربية درس اللغة العبرية، وأحسن التعامل بها، درّس لأشهر ستة في قضاء على الغربي، وترك العراق إلى اليمن الجنوبي، بعد أن اعتقل نظام البعث أعضاء الحزب الشيوعي وطاردهم عقب فشل الجبهة الوطنية، فكان نصيبه أن يمضي إلى عدن حيث درّس في معهد إعداد المعلمين، وتزوج من نساء المدينة واستقر ما يقارب الـ 15 عاماً هناك أنجز فيها كتابه الأول (نشوء وتطور القصة القصيرة في اليمن (تأريخ أدبي)).
نجا سلام عبود من 6 محاولات أغتيال من قبل نظام صدام حسين، ليستقر بعدد تنقلات قسرية في السويد، ليقيم في بودن ويبدأ بطبع كتابه الأول نشوء وتطور القصة القصيرة في اليمن بنفسه، كانت ولم تزل تجارب سلام عبود رصيد وقوده في رحلته أو تغريبته، إذ يقول في روايته (تغريبة ابن زريق البغدادي الأخيرة): "العالم ضفة واحدة"، وترجمتها أن لا ضفة كضفة الوطن تقيك ويلات الغربة، لذا بات الوطن هاجسه اليومي بل كريات دمه الحمر كانتمائه السياسي في بدء تغريبته وتحولاته اللاحقة ليبقى العراق بلد يعيش في أنفاسه يترك زفيره ليشكل منها كل مدوناته وما لم يأت بعد.

## مؤلفاته
- سماء من حجر (رواية)[1]
- أمير الأقحوان (رواية)
- الإله الأور (رواية)
- ذبابة القيامة(رواية)
- يمامة (رواية)
- زهرة الرازقيّ (رواية)
- تغريبة ابن زريق البغدادي الأخيرة (رواية)
- نشوء وتطور القصة القصيرة في اليمن (تاريخ أدبيّ)
- خطوات على البحر الميّت (سيناريو سينمائيّ)
- جريمة من أجل التلاؤم (بحث اجتماعيّ)
- ضباب أفريقيّ (قصص قصيرة)
- العودة إلى آل ازيرج (قصص قصيرة)
- ثقافة العنف في العراق (بحث أخلاقيّ)
- من يصنع الديكتاتور (بحث اجتماعيّ)